# Nico Hillenbrand
Nico Hillenbrand (Heidelberg, 1987. május 25. –) német labdarúgó, az FC Astoria Walldorf hátvédje.

## Pályafutása
Nico Hillenbrand pályafutását a Heidelberghez közeli VfB Rauenbergben kezdte. Később a Karlsruher utánpótlás együtteséhez került, a 2002-2003-as szezon előtt a Borussia Dortmundhoz. A 2004-2005-ös idényben felkerült a második csapathoz, a következő szezonban pedig már rendszeresen játéklehetőséget kapott a harmadosztályú együttesben. A 2007-2008-as szezonban bemutatkozott a Bundesligában is. Nelson Valdez cseréjeként állt be a 67. percben a VfL Wolfsburg elleni bajnokin. 2009 nyarán az SV Sandhausen játékosa lett. 2012 januárjában csatlakozott az Astoria Walldorfhoz.